# Succursale Hachioji de la JR East
La succursale d'Hachiōji  de la JR East est une succursale régionale de East Japan Railway Company (JR East). C'est le successeur de l'ancien "Bureau des chemins de fer de l'ouest de Tokyo" des Chemins de fer nationaux japonais (JNR) . La branche Hachioji devrait être supprimée en 2026

## Emplacement de la succursale
Elle est située au 1-8 Asahi-cho, Hachioji, Tokyo( gare de Hachioji ).

## Historique
- 1er avril 1998 : Création en séparant une partie (à l'ouest de la gare de Kichijōji ) de la zone de contrôle du siège régional de Tokyo (plus tard la succursale de Tokyo, aujourd'hui le siège de la région de la capitale)[3],[4].
- 14 mars 2009 : la gare de Nishifu a été ouverte sur la ligne Nambu .
- 26 janvier 2021 ( Reiwa 3) : Le site Web officiel de la branche a été supprimé.
- 3 octobre 2022 (Reiwa 4) : Dans le cadre des projets commémoratifs du 150e anniversaire de l'ouverture des chemins de fer japonais , la société commence à vendre en ligne des objets ferroviaires anciens utilisés dans les gares et les trains de la région[5].
- 1er mars 2023 (Reiwa 5) : Dans le cadre des commémorations du 150e anniversaire de l'ouverture des chemins de fer japonais, une campagne de cartes de train présentant les anciens trains ayant circulé dans le quartier de Tama à Tokyo est lancée en collaboration avec Keio Corporation et Seibu Railway (jusqu'au 26)[6].
- 1er juillet 2026 (Reiwa 8) (prévu) : Suite à une réforme organisationnelle, la branche Hachioji sera supprimée et divisée en quatre sièges sociaux : Hachioji, Tachikawa, Musashino et Yamanashi. De plus, le tronçon de la ligne Musashino,actuellement sous la juridiction de la branche Omiya (à l'exclusion de la gare de Minami-Urawa), sera transféré au siège social de Musashino, et le tronçon de la ligne Koumi, entre les gares de Kobuchizawa et Kiyosato, actuellement sous la juridiction de la branche Nagano, sera transféré au siège social de Yamanashi[7].

## Zone de juridiction
La branche/succursale d'Hachiōji est responsable de la quasi-totalité de la zone de la ville de Tama dans la banlieue de Tōkyō, de toute la section de la Ligne Chūō située dans la préfecture de Yamanashi, et de certaines parties des préfectures de Kanagawa et de Saitama . Au 31 mars 2021, elle avait juridiction sur un total de 287,1 km de lignes conventionnelles et 95 stations. Comme le siège métropolitain et la succursale de Yokohama , toutes les lignes relevant de sa juridiction sont électrifiées en courant continu.
En détail :
- la Ligne Chūō entre les gares de Kichijōji et Gare de Kobuchizawa.
- la Ligne Hachikō entre la Gare de Hachioji et la Gare de Komagawa
- la Ligne Nambu	entre la Gare de Yanokuchi et la Gare de Tachikawa
- la Ligne Musashino entre la gare de Fuchū-Hommachi et la Gare de Niiza, et la Gare de Shin-Kodaira et la Gare de Kunitachi.
- la ligne Yokohama entre la Gare d'Aihara et la Gare de Hachiōji
- la Ligne Ōme en entier
- la Ligne Itsukaichi en entier
- la Ligne Kawagoe sur une portion de 1.6km autour de la gare de Komagawa.
- La ligne Koumi la gare de Kobuchisawa  uniquement .